# دریتوز
دریتوز (‎/dəˈriːtoʊz/‎) (انگلیسی: Doritos) یک نام تجاری آمریکایی چیپس‌های طعم دار تورتیلا است که از سال ۱۹۶۴ توسط فریتو-لی، یک شرکت تابعه کاملاً متعلق به پپسی‌کو تولید می‌شود. دریتوز اصلی طعم دار نبود. اولین طعم، ذرت برشته بود که در سال ۱۹۶۶ معرفی شد، پس از آن طعم تاکو در سال ۱۹۶۷ و پنیر ناچو در سال ۱۹۷۲ معرفی شدند. طعم‌های خاص دیگر در اواخر دهه ۱۹۸۰ شروع به گسترش کردند. ایده دریتوز از رستورانی در دیزنی‌لند سرچشمه گرفته‌است.
دریتوز همچنین برای کارزار تبلیغاتی خود، از جمله تبلیغات بسیاری که در طول سوپر بول پخش شد، شهرت زیادی پیدا کرده‌است.